# Poceapî, Ratne
Poceapî (în ucraineană Почапи) este un sat în comuna Zaluhiv din raionul Ratne, regiunea Volînia, Ucraina.

## Demografie
Componența lingvistică a localității Poceapî
     Ucraineană (99,24%)
     Alte limbi (0,76%)
Conform recensământului din 2001, majoritatea populației localității Poceapî era vorbitoare de ucraineană (99,24%), existând în minoritate și vorbitori de alte limbi.